# Micheal Clemons
Micheal Clemons (Garland, 21 agosto 1997) è un giocatore di football americano statunitense che milita nel ruolo di defensive end per i New York Jets della National Football League (NFL).

## Carriera

### New York Jets
Al college Clemons giocò a football al Cisco College (2016) e a Texas A&M (2017-2021). Fu scelto nel corso del quarto giro (117º assoluto) del Draft NFL 2022 dai New York Jets. Debuttò subentrando nella gara del primo turno contro i Baltimore Ravens mettendo a segno 2 tackle. Nella settimana 8 fece registrare il suo primo sack contro i New England Patriots. La sua stagione da rookie si chiuse con 36 placcaggi e 2,5 sack in 16 presenze, nessuna delle quali come titolare.